# Sextus Baius Pudens
Sextus Baius Pudens (* in Cures (?); † zwischen 180 und 192 in Cures) war ein römischer Ritter, der in der zweiten Hälfte des 2. Jahrhunderts n. Chr. als Staatsbeamter und Statthalter tätig war. Er wird auf einigen Inschriften, die an verschiedenen Orten des ehemaligen Römischen Reiches gefunden wurden, erwähnt. Dies ermöglicht, einige Abschnitte seines Lebenslaufes zu rekonstruieren. Als gesichert gilt, dass er zunächst die festgelegten Stationen einer ritterlichen Laufbahn durchlief, so wie es die während der Regierungszeit des Kaisers Claudius (41–54) durchgeführten Staatsreformen für ritterliche Positionen vorsahen. Dazu gehörten in erster Linie die tres militiae, drei ritterlichen Posten, bei denen sich der Ritter zunächst als Präfekt einer Hilfstruppenkohorte, als Militärtribun und zuletzt als Präfekt eines Reiterregiments bewähren musste.
Bisher unbekannt ist seine Tätigkeit als Kohortenpräfekt und auch die Dauer seines Militärtribunats bleibt im Dunkeln. Eine im Jahr 153 aufgestellte Weiheinschrift aus Rom nennt Baius Pudens als Tribun, wohl der Equites singulares.
Nach seiner rein militärischen Laufbahn bekleidete Sextus Baius Pudens verschiedene prokuratorische Statthalterschaften. Er dürfte ab 162/163 für rund drei Jahre die Provinz Rätien als Prokurator mit Amtssitz in Augsburg verwaltet haben. Eine Inschrift aus dem Kastell Aalen, die ihn nennt, kann in die Jahre 163/164 datiert werden. Spätestens 166 hat er dieses Amt an seinen Nachfolger, den Ritter Titus Desticius Severus, abgegeben. Aus diesem Jahr stammt auch die erste bisher bekannte Inschrift des Titus Desticius Severus in seiner Funktion als rätischer Prokurator. Nach 166, wahrscheinlich ab seiner Nennung im Jahr 167, übernahm Baius Pudens die Statthalterschaft der afrikanischen Provinz Mauretania Caesariensis mit Sitz in Caesarea. Er dürfte Nordafrika um 169 n. Chr. wieder verlassen haben. Seine Zeit als Verwalter der Provinz Noricum, deren politisches Zentrum zu dieser Zeit im Municipium Claudium Virunum lag, wurde in der Vergangenheit sehr unterschiedlich zugeordnet, doch scheinen es die siebziger Jahre gewesen zu sein. In die Zeit seiner Prokuratur fielen die von 166 bis 180 andauernden Markomannenkriege, die auch Teile von Noricum verwüsteten. Möglicherweise war er der letzte Prokurator dieser Provinz, bevor die Reformen des Kaisers Mark Aurel (161 bis 180) umgesetzt wurden.
Baius Pudens besaß eine Villa beim heutigen Fara in Sabina, das im alten Sabinerland bei der antiken Stadt Cures liegt. Diese Gegend war in jener Zeit eine von der römischen Oberschicht besonders bevorzugte Gegend und befand sich rund 36 Kilometer von Rom entfernt an der Via Salaria. Möglicherweise wurde er in dieser Region auch geboren.
Sextus Baius Pudens starb während der Regierungszeit des Kaisers Commodus (180 bis 192). Seine Grabinschrift wurde im Stadtgebiet von Cures aufgefunden. Vielleicht ist er in seiner Villa gestorben.